# Gotti (película de 1996)
Gotti: The Rise and Fall of a Real Life Mafia Don es una película de 1996 de HBO, de drama criminal, hecha para televisión y dirigida por Robert Harmon. La película está protagonizada por Armand Assante en el papel principal como el infame jefe de la familia Gambino John Gotti, junto con William Forsythe y Anthony Quinn. Assante ganó un Premio Emmy al Mejor Actor Principal en una Miniserie o Especial por su actuación. Assante también recibió una nominación al Globo de Oro el mismo año.

## Trama
La película comienza en 1973 en Nueva York y termina en 1992, con el encarcelamiento de Gotti. La asociación de Gotti con tres mafiosos también se destaca en la película: una relación de padre e hijo con el subjefe de la familia, Aniello "Mr. Neil" Dellacroce, su amistad profunda pero rocosa con el miembro de la tripulación de Gotti y amigo de mucho tiempo, Angelo Ruggiero, y el respeto y la máxima frustración. que sintió por el hombre que se convirtió en su subjefe, Salvatore "Sammy el Toro" Gravano. La película detalla el ascenso de Gotti dentro de la familia criminal Gambino y sus rangos de soldado, luego capitán (o capo) y, finalmente, jefe. El título final se logró a través del dramático asesinato en público del jefe de la familia Gambino, Paul Castellano, en 1985. Tras el asesinato de Castellano, la película se concentra en los juicios legales de John Gotti: uno para asalto y dos para extorsión bajo el estatuto Racketeer Influenced and Corrupt Organizations (RICO). La famosa personalidad de Gotti, las absoluciones en el juicio y la atención de los medios están dramatizadas. La película termina con la condena de Gotti y la condena a cadena perpetua en la Penitenciaría Federal de Marion en Marion, Illinois, porque Gravano se convierte en evidencia estatal y acepta testificar contra Gotti. La película se basa principalmente en las columnas del reportero Jerry Capeci, quien también escribió la novela que documentó el ascenso y caída de Gotti dentro de la familia criminal Gambino, y se desempeñó como productor ejecutivo de la película que se basó en su novela.

## Reparto principal
- Armand Assante como John Gotti.
- William Forsythe como Sammy Gravano.
- Anthony Quinn como Aniello Dellacroce.
- Vincent Pastore como Angelo Ruggiero.
- Frank Vincent como Robert DiBernardo.
- Richard C. Sarafian como Paul Castellano.
- Dominic Chianese como Joe Armone.
- Raymond Serra como Frank LoCascio.
- Tony Sirico como Joe D'miglia.
- Al Waxman como Bruce Cutler.
- Scott Cohen como Gene Gotti.
- Robert Miranda como Frank DeCicco.
- Marc Lawrence como Carlo Gambino.
- Alberta Watson como Victoria Gotti.
- Tony De Santis como John Favara.
- Gil Filar como Frank Gotti.
- Gerry Mendicino como Peter Gotti.
- Yank Azman como Judge Nickerson.
- Frank Crudele como Nicholas Scibetta.

## Producción
El rodaje tuvo lugar en Toronto, Ontario, Canadá. Assante puso 35 libras para actuar como Gotti.

## Recepción
Rotten Tomatoes, un agregador de reseñas, informa que el 60% de los cinco críticos encuestados dieron a la película una crítica positiva; La calificación promedio es 5.2/10. Jeremy Girard, de Variety, lo calificó como "una película de gángsters de problemas bastante estándar" que es problemático por su presentación práctica. Caryn James de The New York Times criticó su "síndrome del docudrama", en el que los dramas biográficos se adhieren estrechamente al registro histórico para prevenir juicios a pesar de la necesidad de una mayor caracterización. Howard Rosenberg, de Los Angeles Times, lo calificó como "una de las mejores películas de la década de la mafia, y seguramente el mejor retrato de gángsters realizado principalmente para televisión". TV Guide lo calificó con 2/5 estrellas y lo describió como demasiado detallado para los espectadores ocasionales y demasiado inexacto para los entusiastas.

## Premios
| Organización                        | Premio | Para                                               | Resultado | Referencia |
| ----------------------------------- | --- | -------------------------------------------------- | --------- | ---------- |
| Premios del Sindicato de Directores | Premio del Gremio de Directores de Estados Unidos por dirección sobresaliente: miniserie o película para televisión | Robert Harmon                                      | Nominado  | [ 8 ]      |
| Globo de Oro                        | Premio Golden Globe a Mejor Actor - Miniserie o Película de Televisión                                              | Armand Assante                                     | Nominado  | [ 9 ]      |
| Globo de Oro                        | Mejor actor de reparto - Serie, miniserie o película de televisión                                                  | Anthony Quinn                                      | Nominado  | [ 9 ]      |
| Globo de Oro                        | Mejor miniserie o película de televisión                                                                            | Gotti                                              | Nominado  | [ 9 ]      |
| Premios Primetime Emmy              | Sobresaliente cinematografía para una miniserie o película                                                          | Alar Kivilo                                        | Nominado  | [ 10 ]     |
| Premios Primetime Emmy              | Premio Primetime Emmy por dirección sobresaliente para una serie limitada, película o especial dramático            | Robert Harmon                                      | Nominado  | [ 10 ]     |
| Premios Primetime Emmy              | Escritura sobresaliente para una miniserie, película o un especial dramático                                        | Steve Shagan                                       | Nominado  | [ 10 ]     |
| Premios Primetime Emmy              | Mezcla de sonido excepcional para una miniserie de drama o una especial                                             | Ezra Dweck, Robert W. Glass, David Lee, Dan Wallin | Nominado  | [ 10 ]     |
| Premios Primetime Emmy              | Excelente película de televisión                                                                                    | David Coatsworth, Garry Lucchesi, Robert McMinn    | Nominado  | [ 10 ]     |
| Premios Primetime Emmy              | Actor principal destacado en una miniserie o un especial                                                            | Armand Assante                                     | Ganador   | [ 10 ]     |
| Premios Primetime Emmy              | Edición sobresaliente para una miniserie o una especial: producción de una sola cámara                              | Zach Staenberg                                     | Nominado  | [ 10 ]     |
| Premios del Sindicato de Actores    | Excelente actuación de un actor masculino en una miniserie o película para televisión                               | Armand Assante                                     | Nominado  | [ 11 ]     |